# Роб Халфорд
Робърт Джон Артър Халфорд (роден на 25 август 1951 г.) е английски певец и текстописец, известен най-вече като вокал на британската хевиметъл група „Джудас Прийст“. Халфорд прави впечатление с големия си гласов диапазон, пискиливите си крясъци и имиджа си на рокер.

## Биография

### Младежки години
Халфорд е роден и израснал в Уолсол – градче в северозападен Бирмингам, Англия. Пее в множество групи, включително „Athens Wood“, „Lord Lucifer“, „Abraxas“, „Thark“ и „Hiroshima“.

### „Джудас Прийст“
През 1973 г. един от основателите на „Джудас Прийст“ Йън Хил се срещал с момиче от град близо до Уолсол, което предложило брат ѝ Робърт Халфорд да стане вокал на групата на Хил. Халфорд, бивш киномениджър, се присъединил към групата, а със себе си взел и барабаниста на „Hiroshima“ Джон Хинч. През август 1974 г. групата дебютира със сингъла „Rocka Rolla“, месец след който излиза и едноименният албум. Следват албумите „Sad Wings Of Destiny“ (1976) „Sin After Sin“ (1977), „Stained Class“ и „Killing Machine“ (1978).
През 1980 г. „Джудас Прийст“ издават „British Steel“. Песните в този албум са по-къси, търсещи радиоефира, но все пак остават в полето на хевиметъла. Албумът от 1982 г. „Screaming for Vengeance“ съдържа парчето „You've Got Another Thing Comin'“, което осигурява на групата силно присъствие в радиоефира на САЩ. През 1990 г. излиза „Painkiller“ – един от най-влиятелните албуми в хевиметъла.
Джудас Прийст записват 12 студийни и два концертни албума, които получават в различна степен одобрението на критиката и феновете. За цялата си кариера групата е продала повече от 30 милиона албума в целия свят.
По време на турнето Painkiller Халфорд напуска групата. Това е обявено официално на 4 юли 1991 г. Така след 20-годишна успешна кариера Халфорд се отдава на самостоятелна кариера.

### „Fight“ и „2wo“
Заедно с бившия барабанист на Джудас Прийст Скот Травис, басиста Джей Джей и китаристите Брайън Тилс и Ръс Периш Халфорд сформира група наречена „Fight“. През 1993 г. излиза първият албум на групата „War of Words“. След излизането му Периш напуска и е заменен от Марки Коузи, с когото групата записва и издава „A Small Deadly Space“ (1995). Докато първият албум е с твърдо метъл-звучене, вторият се доближава повече до грънджа и това е причината да не се хареса на доста от феновете.
Между издаването на двата албума „Fight“ издават и едно ЕР – „Mutations“, в което е включено парчето „War of Words“, изпълнения наживо и алтернативни миксове. Малко преди това Халфорд записва и песента „Light Comes Out of Black“, която е използвана като саундтрак във филма „Бъфи – убийцата на вампири“. Музиката за песента е написана от „Pantera“, въпреки че приносът им не е зачетен.
След „Fight“ Халфорд работи с китариста Джон Уоуъри в проект силно повлиян от индустриъл-метъла наречен „2wo“. Продуцент е Трент Резнър, а издател – „Nothing Records“.
Халфорд се завръща към корените на метъла през 2000 г. с новата си група „Halford“ и добре приетия „Resurrection“. През 2001 г. излиза лайф-албум, а на следващата още един студиен албум озаглавен „Crucible“. Същата година Халфорд има малка роля във филма „Завъртане“, където играе продавач в секс-магазин.

### Завръщане в „Джудас Прийст“
След издаването на „Resurrection“ започват спекулации за повторното събиране на Джудас Прийст. Те вероятно са породени от факта, че и критиците, и феновете виждат, че „Resurrection“ много повече прилича на стила на Джудас, отколкото последният албум на групата „Jugulator“ (1997). Самият Халфорд заявява в интервю през 2002 г.: „Някакъв инстинкт просто ми казва, че в един момент ще се случи“. Така през юли 2003 г. Халфорд се завръща при старата си група и издават албума „Angel of Retribution“ през 2005 г. Последвалото световно турне отбелязва 30-годишнината на групата.

## Други участия
Халфорд за известно време се изявява и като вокал на „Блек Сабат“. Той участва с групата на три концерта. През ноември 1992 г. той замества Рони Джеймс Дио, тъй като редовният вокал отказва да открие шоу за Ози Озбърн. На практика договорът на Дио приключва с края на турнето за албума „Dehumanizer“ и той не вижда причина да остава и да потвърждава обвиненията на Ози. В „Блек Сабат“ Халфорд замества и Ози на 25 август 2004 г. На 53-тия Озфест в Ню Джърси Ози не може да излезе на сцената понеже е болен от бронхит.

## Личен живот
Халфорд има връзка с Томас Пейн, бивш пехотинец.
Халфорд е християнин.
През 1998 г. в интервю за MTV Халфорд официално заявява, че е гей. До този момент това е било „обществена тайна“ между феновете му и метъл-пресата. Признава си че знае, че е хомосексуален от юноша.

## Дискография

### Judas Priest
- Rocka Rolla (1974)
- Sad Wings of Destiny (1976)
- Sin After Sin (1977)
- Stained Class (1978)
- Killing Machine (1978) (издаден под името Hell Bent for Leather в САЩ 1979)
- Unleashed in the East лайф (1979)
- British Steel (1980)
- Point of Entry (1981)
- Screaming for Vengeance (1982)
- Defenders of the Faith (1984)
- Turbo (1986)
- Priest...Live! (1987)
- Ram It Down (1988)
- Painkiller (1990)
- Electric Eye DVD (2003)
- Metalogy бокс сет (2004)
- Angel of Retribution (2005)
- Rising In the East DVD (2005)
- Live Vengeance '82 DVD преиздаден (2006)
- The Essential Judas Priest компилация (2006)
- Nostradamus (2008)
- Redeemer of Souls (2014)

### Fight
- War of Words (1993)
- Nailed to the Gun Tour Single (1993)
- Mutations лайф EP (1994)
- A Small Deadly Space (1995)
- K5: The War of Words Demos (2007)
- War Of Words – The Film (2007)
- War of Words – Remixed and Remastered (включен във филма War of Words – The Film като бонус CD)(2007)

### 2WO
- Voyeurs (1997)

### Halford
- Resurrection (2000)
- Live Insurrection (2001)
- Crucible (2002)
- Fourging The Furnace EP (Japan only release) (2003)
- Metal God Essentials, Vol. 1 (2007)
- Halford IV(работно заглавие) (2008)

### Участия като гост
- Krokus – Headhunter вокали на „Ready to Burn“ (1983)
- Surgical Steel – „Surgical Steel“-демо, вокали на „Smooth And Fast“ (1984)
- Hear 'n Aid (1986)
- със Stryper на турнето „Against the Law“ в Торонто, Канада, изпълнява „Breaking The Law“ (1990)
- Ugly Kid Joe – America's Least Wanted вокали на „Goddamn Devil“ (1992)
- Skid Row – B-Side Ourselves вокали на „Delivering the Goods“ в лайф версията (1992)
- същото парче е изпълнил за записите на „Live In Studio“ за шоуто на MTV „Headbanger's Ball“ (1992)
- на два пъти през ноември 1992 г., Халфорд пее заедно с Black Sabbath в Pacific Amphitheatre в Соата меса, Лос Анджелис (1992)
- беквокали на песента „Hex 'n' Sex“ от албума със същото име, издаден от германската група „Brings“ (1993)
- Bullring Brummies – студиен запис за трибют албума към Black Sabbath Nativity In Black (1994)
- песента „Light comes out of Black“ с Pantera за саундтрака към филма „Бъфи убийцата на вампири“ (1992)
- докато свирят в Маями, Metallica молят Халфорд да изпълни „Rapid Fire“, оригинално записана от Judas Priest за албума „British Steel“ от 1980 (1994)
- Queens of the Stone Age – Rated R вокали на „Feel Good Hit of the Summer“ (2000)
- на живо със Sum 41 и Томи Лий от Mötley Crüe, на 20-годишнината на MTV (2001)
- Furious IV – Is That You (2002)
- Участие във филма „Завъртане“ (2002), продавач в секс шоп
- „Брутална легенда“ – озвучава слугата на главния злодей Лорд Доливикус – генерал Лайънуайт – който е силно повлиян от културата на глем метъла.
- Black Sabbath – Халфорд замества Ози по време на Озфест 53 в Ню Джърси на 25 август 2004.